# إطار التدخل
اطار التدخل هو نهج وقائي لمعالجة السلوك في المدارس ودور الحضانة. و يركز على مساعدة الموظفين في تغيير البيئة المدرسية بدلا من الطفل وهذا يعني امكانية تحليل جميع العوامل المؤثرة على سلوك الطالب أو الطفل داخل الصف أو حول المدرسة. لتغيير البيئة، توفر للمعلمين وغيرهم من موظفي المدارس هيكلاً لتخطيط أفكارهم وتنفيذها وتقييمها.
وقد أظهر التقييم أن تغيير شيء ما في البيئة نحو الأفضل دائماً يحسن سلوك الطفل، وكذلك سلوك الآخرين في الصف.
تم تقديمه من قبل قسم التعليم في مجلس مدينة برمنغهام (المملكة المتحدة) في عام 1997 ويجري استخدامه الآن في جميع أنحاء المملكة المتحدة وأيرلندا. في النرويج حيث هو يعرف باسم "Fin Stil" (نمط الجميلة), وكان من المقرر أن تمتد على الصعيد الوطني اعتبارا من 2009.

## روابط خارجية
- http://www.f4i.org